# Коров
Коров (од мађ. kóró) је биљка која самоникло расте тамо где је човек не жели, односно у агроекосистемима. Ове врсте биљака се још називају и сегеталним (лат. seges - усев, њива). Примери су обично нежељене биљке у окружењима под контролом људи, као што су фармска поља, баште, травњаци и паркови. Таксономски, термин „коров” нема ботанички значај, јер биљка која је у једном контексту коров није коров када расте у ситуацији у којој се жели, и где је једна врста биљке вредна култура, друга врста у истом роду може бити и озбиљан коров, као што је дивља драча која расте међу култивисаним логанским бобицама. На исти начин, добровољни усеви (биљке) се сматрају коровом у следећем усеву. Многе биљке које људи широко сматрају коровом такође се намерно узгајају у баштама и другим култивисаним окружењима, у ком случају се понекад називају корисним коровом. Термин коров се такође примењује на било коју биљку која расте или се размножава агресивно, или је инвазивна ван свог природног станишта. У ширем смислу, „коров“ се повремено пежоративно примењује на врсте ван биљног царства, врсте које могу да преживе у различитим срединама и брзо се размножавају; у том смислу је чак примењен и на људе.

## Еколошки значај
Одређене класе корова деле адаптације на рудерално окружење. Односно: поремећене средине у којима је оштећено или често бива оштећено земљиште или природни вегетативни покривач, поремећаји су који коровима дају предност у односу на пожељне усеве, пашњаке или украсне биљке. Природа станишта и његови поремећаји ће утицати или чак одредити који типови коровских заједница постају доминантни.
Примери таквих рудералних или пионирских врста укључују биљке које су прилагођене природном поремећеном окружењу као што су дине и друга подручја захваћена ветром са променљивим земљиштем, алувијалне поплавне равнице, обале река и делте, и подручја која су више пута спаљена. Пошто људске пољопривредне праксе често опонашају ова природна окружења у којима су се развиле коровске врсте, неки корови су ефективно унапред прилагођени да расту и да се размножавају у подручјима која су поремећена људским активностима, као што су пољопривредна поља, травњаци, покрај путева и на градилиштима. Коровска природа ових врста често им даје предност у односу на пожељније врсте усева, јер често брзо расту и брзо се размножавају, обично имају семе које опстаје у земљишту дуги низ година, или могу имати кратак животни век са више генерација током исте сезоне раста. Насупрот томе, вишегодишњи корови често имају подземне стабљике које се шире испод површине тла или, попут добричице (Glechoma hederacea), имају пузеће стабљике које се укорјењују и шире по земљи.
Неке биљке постају доминантне када се уведу у нове средине, јер нема животиња као у њиховом првобитном окружењу које би се храниле њима. У ономе што се понекад назива „хипотезом природних непријатеља“, биљке ослобођене ових специјализованих потрошача могу постати доминантне. Пример је кантарион, који угрожава милионе хектара првокласних житаричних и пашњачких подручја у Северној Америци након што је случајно унет, али је сведен на ретки коров сада присутан углавном поред путева у року од неколико година након што су неки од њених природних непријатеља увезени током Другог светског рата. На локацијама где су одсутни предациони и међусобно компетитивни односи, коров има доступне повећане ресурсе за раст и репродукцију. Коровски карактер неких врста које се уносе у нова окружења може бити узрокован њиховом производњом алелопатских хемикалија на које аутохтоне биљке још нису прилагођене, сценарио који се понекад назива „хипотеза о новом оружју”. Ове хемикалије могу ограничити раст устаљених биљака или клијање и раст семена и садница.

### Конкуренција са гајеним и ендемским биљкама
Бројне аутохтоне или неаутохтоне биљака су непожељан на одређеној локацији из више разлога. Важан је функционални разлог: оне ометају производњу хране и влакана у пољопривреди, те се морају контролисати како би се спречио губитак или смањење приноса усева. Други важни разлози су да они ометају друге козметичке, декоративне или рекреативне циљеве, као што су травњаци, пејзажна архитектура, терени за игру и голф терени. Слично, они могу бити узрок забринутости због еколошких разлога при чему се уведене врсте надмећу за ресурсе или простор са жељеним ендемским биљкама.
Из свих ових разлога, хортикултурних (функционалних и козметичких) и еколошких, коров је штетан јер узрокује:
- надметање са жељеним биљкама за ресурсе који су типично потребни биљци, наиме, директна сунчева светлост, хранљиве материје у земљишту, вода и (у мањој мери) простор за раст;
- обезбеђивање домаћина и вектора за биљне патогене, дајући им веће могућности да инфицирају и деградирају квалитет жељених биљака;
- обезбеђивање хране или склоништа за животињске штеточине као што су птице које једу семе и тефритидне воћне мушице које би иначе тешко могле да преживе сезонске несташице;[11]
- нудећи иритацију коже или дигестивног тракта људи или животиња, било физичку иритацију путем трна, бодљи или шиљака, или хемијску иритацију природним отровима или иритантима у корову (на пример, отрови који се налазе у врстама Nerium);[12]
- узрокујући оштећење корена на инжењерским радовима као што су одводи, површине пута и темељи,[13] блокирање потока.[14]

У екологији корова неки ауторитети говоре о односу између фактора: биљка, место, перцепција. Они су веома различито дефинисани, али особине корова које је навео Х.Г. Бејкер су широко цитиране.
Коров је био проблем од давнина, можда од кад људи узгајају биљке. Корови се помињу у различитим историјским текстовима, као што је Шекспиров Сонет 69:
 Своме лепом цвету додај узвишени мирис корова: / Али зашто се твој мирис не поклапа са твојим изгледом, / Земља је ово, на којој коров обично расте.

### Користи од коровских врста
„Шта би свет био, једном лишен,

мочвара и дивљине? Нека остану.

О оставите их на миру; дивљина и мочваре;

Нека још дуго живи коров и дивљина.”

— песма Џерарда Менлија Хопкинса Инверснејд
Иако израз „коров” генерално има негативну конотацију, многе биљке познате као коров могу имати корисна својства. Одређени број корова, као што су маслачак (Taraxacum) и Chenopodium album, јестиви су, а њихови листови или корени могу се користити за храну или биљне лекове. Чичак је уобичајен у већем делу света, а понекад се користи за прављење супа и лекова у Источној Азији. Неки корови привлаче корисне инсекте, који заузврат могу заштитити усеве од штеточина. Коров такође може спречити инсекте штеточине да пронађу усев, јер њихово присуство омета појаву позитивних знакова које штеточине користе да лоцирају своју храну. Коров такође може деловати као „живи малч”, обезбеђујући покривач тла који смањује губитак влаге и спречава ерозију. Корови такође могу побољшати плодност земљишта; маслачак, на пример, својим главним кореном доноси хранљиве материје попут калцијума и азота из дубине земље, а детелина у својим коренима има бактерије које фиксирају азот, директно ђубрећи земљиште. Маслачак је такође једна од неколико врста које разбијају тврдоћу на претерано обрађиваним пољима, помажући усевима да формирају дубље коренске системе. Неки вртни цветови су настали као коров на култивисаним пољима и селективно су узгајани због свог корисног цвећа или лишћа у баштама. Пример корова који се узгаја у баштама је кукољ (Agrostemma githago), који је био уобичајен коров у европским пшеничним пољима, али се сада понекад узгаја као баштенска биљка.

## Распршивање
Многе врсте корова напустиле су своје природно географско подручје и прошириле се широм света у тандему са људским миграцијама и трговином. Семе корова се често сакупља и транспортује са усевима након жетве житарица, тако да су људи вектор транспорта, као и произвођач поремећеног окружења на које су врсте корова добро прилагођене, што доводи до тога да многи корови имају блиску везу са људским активностима.
Неке врсте корова су власти класификовале као штетне корове, јер се у одсуству контроле често такмиче са домаћим или усевским биљкама или наносе штету стоци. То су често стране врсте случајно или непромишљено увезене у регион где постоји мало природних контрола које би ограничиле њихову популацију и ширење.

## Животне форме
Корови су претежно зељасте биљке, у чијем распрострањењу и динамичном развоју пресудан утицај има антропогени фактор. То могу бити аутохтоне врсте или са других поднебља, а које је опет човек донео. Њихов успешан развој на обрадивим површинама се објашњава не само тиме што им човек обезбеђује све услове, мада су они намењени културним биљкама, већ и тиме што су у таквим стаништима ослобођене компетиције какву имају у својим природним стаништима. Ове биљке су биоиндикатори земљишта које садржи органски отпад, али су и акумулатори тешких метала и других токсичних једињења која ствара човек.

## Значај корова
Коров је непожељан јер гајеним, односно културним биљкама одузима простор, воду, минерале из ђубрива, па и светлост. Ипак, неке коровске биљке могу бити веома декоративне, неретко лековите, па чак и јестиве. Без обзира на то, човек се труди да их одстрани из агроекосистема.

## Сузбијање корова
Углавном се против корова примењују такозване агротехничке мере, али и хемијске. Ове прве подразумевају механичко уклањање корова, чупањем или окопавањем између усева како би се онемогућио раст корова. Хемијске мере се спроводе брже и са мање напора, али њиховим примењивањем постоји ризик од загађивања природе и по људско здравље. Хемијска средства која се користе против корова називају се хербициди.

## Примери корова
- Маслачак се тешко искорењује јер његово семе разноси и најмањи ветар.
- Паламида је главочика чији цветови могу бити различитих боја.
- Лисац или водени бибер се тешко искорењује са обрадивог земљишта.
- Кукољ који је ушао и у пословицу како би дочарао лоше људе међу добрима, заправо је биљка лепог цвета из породице каранфила.
- Мала водњача, паразитска биљка која живи на корену биљке-домаћина, чест је коров на пољима луцерке
- Вилина косица, још једна паразитска биљка, паразитира на избојцима многих повртарских врста, а може потпуно уништити луцерку